# Лопатица (Битољ)
Лопатица (мкд. Лопатица) је насеље у Северној Македонији, у јужном делу државе. Лопатица припада општини Битољ.

## Географија
Насеље Лопатица је смештено у јужном делу Северне Македоније. Од најближег већег града, Битоља, насеље је удаљено 18 km северно.
Лопатица се налази у западном делу Пелагоније, највеће висоравни Северне Македоније. Насељски атар је на југу равничарски, док се на северу издиже планина Древеник. Јужно од села тече речица Шемница. Надморска висина насеља је приближно 660 метара.
Клима у насељу је умереноконтинентална.

## Становништво
Лопатица је према последњем попису из 2021. године имала 212 становника.
| Национални састав према попису из 2021.‍ | Национални састав према попису из 2021.‍ | Национални састав према попису из 2021.‍ | Национални састав према попису из 2021.‍ | Национални састав према попису из 2021.‍ |
| --------------------------------------- | --------------------------------------- | --------------------------------------- | --------------------------------------- | --------------------------------------- |
|                                         |                                         |                                         |                                         |                                         |
| Македонци                               | Македонци                               |                                         | 211                                     | 99,5%                                   |

Већинска вероисповест био је православље.